# BBÖ ET 30
A  BBÖ ET 30 egy elektromos meghajtású poggyászteres mozdony volt a BBÖ-nál.
A gazdasági válság miatt az 1930-as években az utasforgalom érzékelhetően csökkent, így a BBÖ a lehető leghatékonyabb megoldásokat kereste. Rendelt erre a célra két elektromos, poggyászteres motorkocsit, melyek egyszemélyes kiszolgálást igényeltek. Az 1170 és az 1170.2 sorozat elektromos alkatrészeinek újbóli felhasználása következtében a költségek alacsonyak voltak. Érdemes megjegyezni, hogy az első alkalommal alkalmaztak hegesztett keretet, valamint forgóvázat.
Mindkét járművet 1936-ban szállították, és Bludenzben állomásoztak. Kezdettől problémamentesen üzemeltek. A személyzet kedvelte a kényelmes kezelésű, megbízható motorkocsikat.
1938-ban a Deutsche Reichsbahn ET 94 pályaszámmal a pozsonyi vasútnál használta. A második világháború után az ÖBB 4060 sorozatként tértek vissza Bludenzbe.
A 4060.01 1966-ban egy balesetben olyan súlyosan megsérült, hogy selejtezni kellett.
A 4060.02-t 1971-ben megvásárolta a Montafonerbahn, és saját színeire átfestve ET 10.106-re számozta át. Selejtezése után a strasshofi fűtőházba került.

## Fordítás
- Ez a szócikk részben vagy egészben  a   BBÖ ET 30 című német Wikipédia-szócikk fordításán alapul.  Az eredeti cikk szerkesztőit annak laptörténete sorolja fel. Ez a jelzés csupán a megfogalmazás eredetét és a szerzői jogokat jelzi, nem szolgál a cikkben szereplő információk forrásmegjelöléseként.